# Maasveld
Het Maasveld is een buurt in het stadsdeel Tegelen in de gemeente Venlo in de Nederlandse provincie Limburg. Het plan “Maasveld” is het meest ambitieuze uitbreidingsplan in de gemeente Venlo. Het plan is gelegen in de opgehoogde uiterwaarden van de Maas en omvat in totaal 880 woningen en appartementen, een nieuwe basisschool en een wijkpark, die alle al zijn gerealiseerd. Inmiddels is met Maasveld een kwalitatief hoogstaande nieuwe wijk ontstaan. De woonwijk Maasveld is ruim van opzet met veel groen, diverse waterpartijen en een unieke ligging direct aan de Maas.
De nieuwe woonwijk Maasveld onderscheidt zich door een zeer gevarieerde en frisse architectuur, wat redelijk uniek is voor deze regio. Het Maasveld bestaat uit twee gedeelten. Het eerste gedeelte Maasveld I ligt in de buurt centrum.
Het tweede gedeelte, Maasveld II ligt in de buurt Sint Josephparochie. De buurt Maasveld II ligt in het natuurgebied Maasveld tegenover de Romeinenweerd in Blerick. Beide gebieden aan de Maas worden onderhouden door stichting Het Limburgs Landschap. De huizen in het tweede gedeelte, Maasveld II, zijn zo ontworpen dat ze bij hoge waterstand van de Maas gebruikt kunnen worden in de Maaswerken. De Maaswerken zorgen voor hoogwaterbescherming in Limburg.